# Swingin' Daze
『Swingin' Daze』（スウィンギン・デイズ）は、日本のロックバンドであるRED WARRIORSの4枚目のオリジナル・アルバム。
1989年7月21日に日本コロムビアのBODYレーベルからリリースされた。前作『KING'S』（1988年）からおよそ1年3か月ぶりにリリースされた作品であり、作詞はダイアモンド☆ユカイおよび木暮武彦が担当、作曲は全曲ともに木暮が担当、プロデュースは木暮および日本コロムビア所属の宗清裕之が担当している。
本作はイギリスにてレコーディングが行われ、過去の3作を担当したマイケル・ツィマリングは参加しておらず、ベン・マシューズがレコーディング・エンジニアを担当している。また、過去の3作とは趣向を異にしたファンタスティックな世界観を表現したコンセプト・アルバムとなっており、当時黒魔術に傾倒していたユカイは黒魔術の専門用語を使用して作詞を行っている。本作リリース以前の5月には解散が表明されていたため、本作の帯にはラスト・アルバムであることが明記されていた。
本作からは「欲望のドア」および「Sunday Sunshine」が先行シングルとしてリリースされた。本作はオリコンアルバムチャートにおいてLP盤が最高位第2位を獲得、総合では最高位第3位となった。同年10月30日および31日に日本武道館で行われたコンサート「FINAL SESSION」を以ってRED WARRIORSとしての活動は終了したため、再結成後のアルバム『FIRE DROPS』（1997年）がリリースされるまでは最後のオリジナル・アルバムとなっていた。

## 背景
3枚目のアルバム『KING'S』（1988年）をリリース後、RED WARRIORSは「KING'S ROCK'N'ROLL SHOW」と題したコンサートツアーを行うこととなった。3枚目のアルバムに関してダイアモンド☆ユカイは、「俺たちにとっちゃ、首までつかった泥沼のはじまりだった」と述べ、また同作が解散の準備を始める切っ掛けとなったことを明かしている。その理由としてユカイはツアー本数の多さを挙げ、デビュー前まではメンバー自ら運転を行い、また楽器運びや会計業務まで行っていたものの、デビュー後は自ら行う業務も減少し、演奏ミスがあってもライブは盛況であったことなどを踏まえて、「音楽のことなんて、ぜーんぜん考えなかった。なんの目標もないままの……ひでえ時期だったよ」と後にユカイは述懐している。また自ら作り上げたRED WARRIORSというバンドがブランド化していた時期でもあり、バンドの扱い方が分からなくなっていたこともユカイは原因として挙げている。
同年11月21日には5枚目のシングル「STILL OF THE NIGHT」をリリース。同曲のミュージック・ビデオ撮影は南イングランドにあるテムズ川付近で行われており、その際に木暮武彦はアメリカ合衆国での活動を希望する発言を行い、RED WARRIORSの活動をアメリカ国内においてアマチュア、日本ではプロとして活動するという提案を行った。しかしメンバーからの賛同は得られず、東京に戻った際に木暮からの電話を受けたユカイは「もうバンドは解散した方がいいよ」と述べた。その後木暮からアメリカでの活動に誘われたユカイは、メンバー各自が個別の活動を行うべきであると考えていたために返事ができずにいたが、ある日電話口で木暮は「おれ、やっぱ、ひとりでアメリカ行くわ」と述べ、木暮単独でのアメリカ行きが決定された。解散に関しては1988年の秋にすべて決定しており、6枚目のシングル「LADY BLUE」が1989年2月1日にリリースされた時点で解散は決定事項となっていたため、同年1月に行われた日本武道館3日間連続公演も解散を前提に行ったものであるとユカイは述べている。

## 録音、制作
本作のレコーディングは1989年3月にイギリスのチャペル・スタジオおよびグレート・リンフォード・スタジオにて行われた。本作のプロデューサーは木暮のほかに日本コロムビア所属の宗清裕之が担当している。レコーディング中、メンバーはロンドン郊外にあるコテージに宿泊しており、メンバーおよびスタッフとともに食事を取っていたユカイは「なんか最後の晩餐みたいだな」との印象を抱いたと述べている。
宗清によればイギリスの田舎は世界で最も美しい佇まいであり、本作のレコーディングは広い牧草地と古い造形の家が点在する田舎で行われたと述べている。一方でユカイによればレコーディング・スタジオは城跡のような場所であり、映画『オーメン』（1976年）に登場するような薄気味悪い場所で「ここは、なんか嫌だな」との感想を持ったという。その晩、宿泊先のホテルにおいてユカイは、壁に掛けられた絵画の中に描かれた少女が就寝中に目の前に現れるという怪奇現象に遭遇している。また当時黒魔術に傾倒していたユカイは、関連書籍を読み漁るほかに魔除けのお面なども蒐集しており、専門書から引用した言葉を歌詞に使用していた。本作リリース後のある晩、自宅で就寝中の深夜2時ころに目の前に太陽が現れ、「おまえは黒魔術から歌詞を書いたりしているけど、次にやったら命はないぞ」と言われ以後黒魔術から言葉を選定することを止めたと述べている。また、別の書籍においてユカイは、幽霊に髪を引っ張られたために「もう、こういうアルバムは二度と作りません」と告げたとも述べている。
本作の世界観に関してユカイは「一度やってみたい世界だった」と述べたが、本来ユカイが目指していたものはよりポップなエンターテインメントであったとも述べている。映画撮影のために海外の俳優と対峙したユカイはその能力の高さに直面し、また日本のエンターテインメントがただ「歌って踊ってみんなを楽しませる」だけであると主張、海外の俳優が「自分の神経を自由自在にあやつってる」と表現した上で実力差を思い知らされたと述べている。また元々本作の制作にユカイは前向きではなかったが、自身のためではなくバンドに対する恩返しのつもりで制作に踏み切ったと述べている。後に本作のようなアルバムを数作制作してから解散すべきだったと主張する人物がいたが、それに対してユカイは「もう、やりたくない。こんどやったら、発狂しちゃうよ」と発言している。

## 楽曲と音楽性
本作の歌詞カードには以下のメッセージが記載されている。
For Your Pleasure
みんな平和の奴隷だ。上から下までデタラメとニセモノだらけの経済大国ジャパン。
受験のレールで踊らされ、落ちこぼれても踊らされ、死ぬまであくせく働いて、手に入れるのはウサギ小屋と　狼にもおとるセコイ快楽。
みんな平和ボケの奴隷だ! 一生、本当の快楽を知らずにくたばるかい? 
デタラメの現実なんて無視しろよ。イカサマ野郎のつくったルールなんてぶちこわせ。
SWINGIN' DAZEは　君をそそのかす悪魔のささやき。
SWINGIN' DAZEは　脳髄をぶっ飛ばす快楽のドーパミン。
SWINGIN' DAZEは　愛するロックのお葬式。
さあ、欲望のドアをあけて、世界の果てまで行っちまえ! —RED WARRIORS, 
『Swingin' Daze』歌詞カードより
1.「欲望のドア」
本作からの先行シングルとしてリリースされた。詳細は「欲望のドア」を参照。
2.「DANCE MACABRE」
本作のプロデューサーである宗清裕之は「オーソドックスなリフを持ちながらも非常に新鮮な印象を与える曲」であると述べており、また最後のサビまで転調は存在しないがメロディを追いかけると数度に亘って転調しているように聴こえるとも述べている。また本曲では初めてワウ・ギターが使用されている。
3.「SUNDAY SUNSHINE」
本作からの先行シングルとしてリリースされた。詳細は「Sunday Sunshine」を参照。
4.「SISTER」
RED WARRIORS結成以来2年近くライブで頻繁に演奏されていた「Dirty Mind」という曲のアレンジと歌詞を全面的に作り直した曲となっている。宗清によれば「Dirty Mind」はプリンスからの影響を強く受けたダンサブルなアレンジの楽曲であったが、本作におけるアレンジは全く趣向の異なるものになっているという。本曲ではギターソロの部分にトーキング・モジュレーターが使用されており、宗清は本曲を「通好みのする部分を持ち合わせた曲」と主張し、「Red Warriorsが土たん場で放った逆転ランニング・ホームランとでも呼びたい」と述べている。RED WARRIORS解散後、木暮が結成したバンドであるCASINO DRIVEのデビュー・アルバム『FEVER VISIONS』（1992年）において、全英語詞でカバーされた。
8.「90'S REVOLUTION」
新機軸の楽曲が多い本作の中では従来のRED WARRIORSのスタイルに近い楽曲。しかし本曲ではセブンス・コードが使用されておらず、またメロディ・ラインにブルー・ノート・スケールが組み込まれていないなどバンドが得意としていた要素が外された楽曲となっている。宗清は本曲について、「全盛期のモット・ザ・フープルをほうふつさせるロックン・ロール・ナンバーである」と述べている。
9.「GOLDEN DAYS」
宗清はイギリスの田舎でレコーディングされたことに最も強く影響を受けた楽曲であるとの感想を持っており、トラフィックやプロコル・ハルムのようなイギリスのバンドが1960年代にリリースした楽曲の雰囲気を持っていると述べている。また本作収録曲の内、「灰と蜃気楼」および本曲がバンドの終結をテーマにした楽曲であり、前者をユカイ、後者を木暮がそれぞれ解散に向けた思いを歌詞にしている。

## リリース、アートワーク、チャート成績
本作は1989年7月21日に日本コロムビアのBODYレーベルからLP、CD、CTの3形態でリリースされた。本作からは先行シングルとして同年5月21日に「欲望のドア」、7月1日に「SUNDAY SUNSHINE」がシングルカットされた。本作のアルバムジャケットの写真はドイツ出身のカメラマンであり、元々はフェイクジャズバンドのドラマーであったピーター・カルビンが担当している。同日には本作と同名のミュージック・ビデオ集がリリースされており、同ビデオは1960年代後期アメリカのテレビ番組を模した作風となっている。
本作のLP盤はオリコンアルバムチャートにて最高位第2位の登場週数9回で、売り上げ枚数は0.3万枚となり、CDおよびCTを含めた総合では最高位第3位の登場週数9回で、売り上げ枚数は10.2万枚となった。
本作は1993年10月21日にCDのみ「CD文庫1500シリーズ」として廉価版が再リリースされた。2007年4月4日には5枚組CD+5枚組DVDのボックス・セット『Lesson 20 -RED WARRIORS 20th Anniversary Box-』に収録される形でデジタル・リマスタリング盤として再リリースされた。その後も2009年8月24日にはオンデマンドCDとして、2012年7月4日にはタワーレコード限定で再リリースされた。

## 批評
| 専門評論家によるレビュー | 専門評論家によるレビュー |
| レビュー・スコア         | レビュー・スコア         |
| 出典                     | 評価                     |
| ------------------------ | ------------------------ |
| CDジャーナル             | 肯定的                   |
| TOWER RECORDS ONLINE     | 肯定的                   |

批評家たちからは本作の音楽性に対して肯定的な意見が挙げられており、音楽情報サイト『CDジャーナル』では本作が最後のアルバムとなったことを指摘した上で、従来のロックンロールを基調とした作品とは異なりファンタスティックなコンセプト・アルバムになっていることに「少々驚いた」と反応を示し、また「究極を極めたバンドには解散しかないのだろうか」と解散を惜しむコメントを出して肯定的に評価、音楽情報サイト『TOWER RECORDS ONLINE』では最後のスタジオ・アルバムであることを指摘した上で、三国義貴によるキーボードが効果的に使用されていることについて「スケール感の増した作品となっている」と肯定的に評価した。

## 収録曲
- CD付属の歌詞カードに記載されたクレジットを参照[19]。

| #         | タイトル                 | 作詞                | 作曲      | 編曲                   | 時間  |
| --------- | ------------------------ | ------------------- | --------- | ---------------------- | ----- |
| 1.        | 「欲望のドア」           | 木暮武彦            | 木暮武彦  | RED WARRIORS、三国義貴 | 5:04  |
| 2.        | 「DANCE MACABRE」        | ダイアモンド☆ユカイ | 木暮武彦  | RED WARRIORS、三国義貴 | 3:46  |
| 3.        | 「SUNDAY SUNSHINE」      | 木暮武彦            | 木暮武彦  | RED WARRIORS、三国義貴 | 4:46  |
| 4.        | 「SISTER」               | ダイアモンド☆ユカイ | 木暮武彦  | RED WARRIORS、三国義貴 | 4:21  |
| 5.        | 「鏡の前のメリー・アン」 | ダイアモンド☆ユカイ | 木暮武彦  | RED WARRIORS、三国義貴 | 5:37  |
| 合計時間: | 合計時間:                | 合計時間:           | 合計時間: | 合計時間:              | 23:34 |

| #         | タイトル             | 作詞                | 作曲      | 編曲                   | 時間  |
| --------- | -------------------- | ------------------- | --------- | ---------------------- | ----- |
| 6.        | 「SWEET RED FLOWER」 | ダイアモンド☆ユカイ | 木暮武彦  | RED WARRIORS、三国義貴 | 5:07  |
| 7.        | 「灰と蜃気楼」       | ダイアモンド☆ユカイ | 木暮武彦  | RED WARRIORS、三国義貴 | 4:32  |
| 8.        | 「90'S REVOLUTION」  | 木暮武彦            | 木暮武彦  | RED WARRIORS、三国義貴 | 4:34  |
| 9.        | 「GOLDEN DAYS」      | 木暮武彦            | 木暮武彦  | RED WARRIORS、三国義貴 | 5:20  |
| 合計時間: | 合計時間:            | 合計時間:           | 合計時間: | 合計時間:              | 19:33 |

| #         | タイトル                       | 作詞                | 作曲      | 編曲         | 時間  |
| --------- | ------------------------------ | ------------------- | --------- | ------------ | ----- |
| 10.       | 「LADY BLUE」                  | 木暮武彦            | 木暮武彦  | RED WARRIORS | 5:08  |
| 11.       | 「MR.WOMAN」                   | ダイアモンド☆ユカイ | 木暮武彦  | RED WARRIORS | 5:09  |
| 12.       | 「LADY BLUE -Completed Take-」 | 木暮武彦            | 木暮武彦  | RED WARRIORS | 5:47  |
| 合計時間: | 合計時間:                      | 合計時間:           | 合計時間: | 合計時間:    | 16:04 |

## スタッフ・クレジット
- CD付属の歌詞カードに記載されたクレジットを参照[19]。

### RED WARRIORS
- 木暮 "SHÄKE" 武彦 – ギター
- 田所 “ダイアモンド☆ユカイ” 豊 – ボーカル
- 小川清史 – ベース
- 小沼達也 – ドラムス

### 参加ミュージシャン
- 三国義貴 – キーボード
- ケビン・ロビンソン – トランペット（3曲目）
- デニス・ロリンズ（英語版） – トロンボーン（3曲目）
- レイ・カーレス – サクソフォーン（3曲目）

### 録音スタッフ
- 木暮武彦 – プロデューサー
- 宗清裕之（日本コロムビア） – プロデューサー
- ベン・マシューズ – エンジニアリング
- マシュー・ケンプ（チャペル・スタジオ） – アシスタント・エンジニア
- ジョン・エバンス（グレイト・リンフォード・スタジオ） – アシスタント・エンジニア
- マルコム・G・J・マッケンジー（グラントジェームズミュージック） – コーディネーター
- 藤原真理子 – 通訳
- ないとうあやひろ（マザーエンタープライズ） – パーソナル・マネージャー
- 永野 "KAZUNI" 治 – エキップメント・テクニシャン
- 保坂弘幸（日本コロムビア） – マスタリング・エンジニア

### 美術スタッフ
- 後藤繁雄 – アートディレクター
- ピーター・カルビン – 写真撮影
- 宮川隆 – スリーブ・デザイナー
- かさいなつえ – 衣裳デザイナー
- 桜木聖子（日本コロムビア） – インナースリーブ・レイアウター

### 制作スタッフ
- 佐藤庄平（マザーエンタープライズ） – 広報担当者
- 本木元（マザーエンタープライズ） – 広報担当者
- やまぐちいずみ（日本コロムビア） – 広報担当者
- K.KATO（マザーエンタープライズ） – 広報担当者
- W.SATO（マザーエンタープライズ） – 広報担当者
- うつきちえ（マザーエンタープライズ） – インフォメーション
- 森川卓夫（日本コロムビア） – スーパーバイザー
- パール楽器製造 – 楽器
- ビル・ローレンス – 楽器
- P.G.M. – 楽器
- モーリス楽器製造 – 楽器
- パイステ – 楽器
- ダダリオ – 楽器
- 佐川急便 – 運送
- 福田信（マザーエンタープライズ） – エグゼクティブ・プロデューサー

## チャート
| チャート         | 最高順位 | 登場週数 | 売上数   | 規格       | 出典  |
| ---------------- | -------- | -------- | -------- | ---------- | ----- |
| 日本（オリコン） | 2位      | 9回      | 0.3万枚  | LP         | [ 3 ] |
| 日本（オリコン） | 3位      | 9回      | 10.2万枚 | LP, CT, CD | [ 4 ] |

## リリース日一覧
| No. | リリース日     | レーベル                                   | 規格           | カタログ番号 | 備考 | 出典          |
| --- | -------------- | ------------------------------------------ | -------------- | ------------ | --- | ------------- |
| 1   | 1989年7月21日  | 日本コロムビア／BODY                       | LP             | AF-7514      | |               |
| 2   | 1989年7月21日  | 日本コロムビア／BODY                       | CT             | CAR-1660     | |               |
| 3   | 1989年7月21日  | 日本コロムビア／BODY                       | CD             | CA-3777      | |               |
| 4   | 1993年11月21日 | 日本コロムビア／BODY                       | CD             | COCA-11122   | CD文庫1500シリーズ（廉価版）                                                                                       | [ 31 ] [ 33 ] |
| 5   | 2007年4月4日   | コロムビア・ミュージックエンタテインメント | CD             | COZA-51039   | ボックス・セット『Lesson 20 -RED WARRIORS 20th Anniversary Box-』収録 紙ジャケット仕様、デジタル・リマスタリング盤 | [ 34 ] [ 35 ] |
| 6   | 2009年8月24日  | コロムビア・ミュージックエンタテインメント | オンデマンドCD | CORR-10431   | | [ 36 ] [ 37 ] |
| 7   | 2011年5月11日  | 日本コロムビア／BODY                       | AAC-LC         | -            | 『Lesson 20』と同内容のデジタル・ダウンロード版（全12曲）                                                          | [ 38 ]        |
| 8   | 2012年7月4日   | Tower To The People                        | CD             | TWCP-21      | | [ 39 ]        |